# Nassarina glypta
Nassarina glypta är en snäckart som först beskrevs av Bush 1885.  Nassarina glypta ingår i släktet Nassarina och familjen Columbellidae. Inga underarter finns listade i Catalogue of Life.